# Astronium gracile
Astronium gracile é uma espécie de árvore da família Anacardiaceae. É uma árvore nativa da América do Sul, valorizada por sua madeira de alta qualidade, durabilidade e beleza, além de possuir importância ecológica e usos na medicina popular.

## Características
É uma árvore de médio a grande porte, que pode atingir de 10 a 30 metros de altura, com um tronco reto e cilíndrico. A casca é grossa e áspera, de coloração cinza-escura. Suas folhas são compostas, imparipinadas (com um folíolo terminal), e podem ter de 7 a 11 folíolos de formato ovalado a lanceolado, com margens serrilhadas. A folhagem é decídua, ou seja, a árvore perde suas folhas durante a estação seca.
A floração ocorre geralmente de julho a setembro, com a árvore desprovida de folhas. As flores são pequenas, de cor creme ou esverdeada, e agrupadas em grandes inflorescências do tipo panícula. A frutificação ocorre de setembro a novembro, e os frutos são do tipo drupa, com uma asa que auxilia na dispersão pelo vento (anemocoria).

## Distribuição
Astronium gracile é nativa do Brasil, Bolívia e Paraguai. No Brasil, sua ocorrência é confirmada nos biomas da Amazônia, Caatinga e, principalmente, no Cerrado. Está presente nos estados do Pará, Maranhão, Piauí, Ceará, Goiás, Mato Grosso, Mato Grosso do Sul, Minas Gerais, Bahia, Espírito Santo e Rio de Janeiro. No Maranhão, é uma espécie característica das áreas de Cerrado e das florestas estacionais deciduais (matas secas).
Habita preferencialmente matas de galeria, cerradões e matas secas calcárias, ocorrendo tanto em terrenos bem drenados quanto em áreas de encostas rochosas.

## Cultivo e Cuidados
Para o cultivo, a árvore prefere pleno sol e solos bem drenados. O crescimento inicial em campo é considerado moderado. É uma espécie recomendada para a composição de sistemas agroflorestais e para a recuperação de áreas degradadas, por ser uma planta pioneira e rústica. A produção de mudas é feita por sementes, que apresentam uma taxa de germinação considerada baixa.

## Propagação
A propagação de Astronium gracile se dá por sementes. Os frutos devem ser colhidos diretamente da árvore quando iniciam a queda espontânea. As sementes não necessitam de tratamento pré-germinativo, mas o desenvolvimento das mudas é lento.

## Usos
- Madeira: A madeira de Astronium gracile é o seu produto de maior valor. É muito pesada, dura, de alta resistência mecânica e durável, mesmo quando exposta ao tempo. Possui uma coloração que varia do bege-rosado ao marrom-avermelhado, com veios escuros e irregulares que lhe conferem um aspecto exótico e decorativo. É empregada na construção civil (vigas, caibros, portas), na fabricação de móveis de luxo, artigos de decoração, instrumentos musicais e no paisagismo.[4]
- Medicinal: A casca da árvore é utilizada na medicina popular como anti-inflamatório, cicatrizante e para o tratamento de diarreias e febres.[2]
- Paisagismo e Reflorestamento: É utilizada em projetos de paisagismo. Além disso, é uma espécie valiosa para a recuperação de ecossistemas degradados.

## Estado de conservação
A espécie Não foi Avaliada (NE) pela União Internacional para a Conservação da Natureza (IUCN). No entanto, a exploração madeireira intensa e não sustentável, aliada à destruição do Cerrado para a expansão agrícola, representa uma séria ameaça às suas populações naturais. A extração seletiva dos melhores indivíduos pode levar à erosão genética da espécie em longo prazo.